# Rhinestone Eyes
Singles de Gorillaz
On Melancholy Hill
(2010) Doncamatic
(2010)
Pistes de Plastic Beach
White Flag Stylo
Rhinestone Eyes est le quatrième single tiré du troisième album Plastic Beach du groupe anglais de rock alternatif Gorillaz. Il a été publié comme single sur les radios américaines en septembre 2010.
Rhinestone Eyes est présent dans le jeu vidéo FIFA 11.

## Clip vidéo
Gorillaz a publié sur le site Youtube une vidéo de Rhinestone Eyes. Il s'agit en fait d'un storyboard, c'est-à-dire les planches de dessins les unes après les autres. La vidéo ne sera pas animée avant quelques années, car EMI aurait refusé de la financer, finalement c'est un animateur indépendant,  Richard Van As, qui l'anima et la posta sur sa chaine youtube. Sur cette vidéo, on voit Russel et Noodle marcher dans l'eau jusqu'à Plastic Beach, où se trouve The Boogieman. Celui-ci est chassé par Cyborg Noodle et va se réfugier sur un vieux bateau pirate. Il se rappelle d'une scène où il semble avoir conclu un marché avec Murdoc (ils se serrent la main). Ce flash-back terminé, il invoque des fantômes (qui sont les musiciens réels de Gorillaz) et leur ordonne d'attaquer l'île. Cependant, Cyborg Noodle et tous les collaborateurs de Gorillaz (Snoop Dogg, DeLa Soul…) résistent. À ce moment, Russel et Noodle arrivent aux alentours de Plastic Beach, et débarrassent Cyborg Noodle d'un pirate en lui lançant une baleine (qui effrayait 2D). À la fin, on voit Noodle qui enlève son masque et s'apprête à aller sur l'île.

## Analyse fictive
Le membre fictif du groupe Murdoc Niccals décrit, à sa manière, le son :

« Ce titre a été enregistré dans mon sous-marin. J'ai pris un peu de ma décharge électrique et j'ai collé tout ça ici, avec un petit retard. Mais elle sort quand il faut, vous ne pensez pas ? »

— Murdoc Niccals

## Performances live
Le groupe a interprété le titre pour la première fois au Wedgewood Rooms à Portsmouth, durant la tournée Escape to Plastic Beach Tour. Ils ont également chanté le titre dans l'émission Late Show with David Letterman le 8 octobre 2010.

## Titres
1. Rhinestone Eyes – 3:20
2. Rhinestone Eyes (Instrumentale) – 3:2

## Classement
| Classement (2010)              | Meilleure position |
| ------------------------------ | ------------------ |
| États-Unis (Alternative Songs) | 34                 |